# Steatoda trianguloides
Steatoda trianguloides là một loài nhện trong họ Theridiidae.
Loài này thuộc chi Steatoda. Steatoda trianguloides được Gershom Levy miêu tả năm 1991.